# Okrąglik (powiat lubliniecki)
Okrąglik (niem. Okronglik) – wieś w Polsce, położona w województwie śląskim, w powiecie lublinieckim, w północnej części gminy Woźniki.
W latach 1975–1998 miejscowość położona była w województwie częstochowskim.
Miejscowość podlega wraz z przylegająca do niej wioską Niwy do sołectwa Drogobycza. Przebiega przez nią Szlak Józefa Lompy.
Znajduje się ona także na terenie parku krajobrazowego Lasy nad Górną Liswartą.